# Lindenstraße 6 (Gernrode)

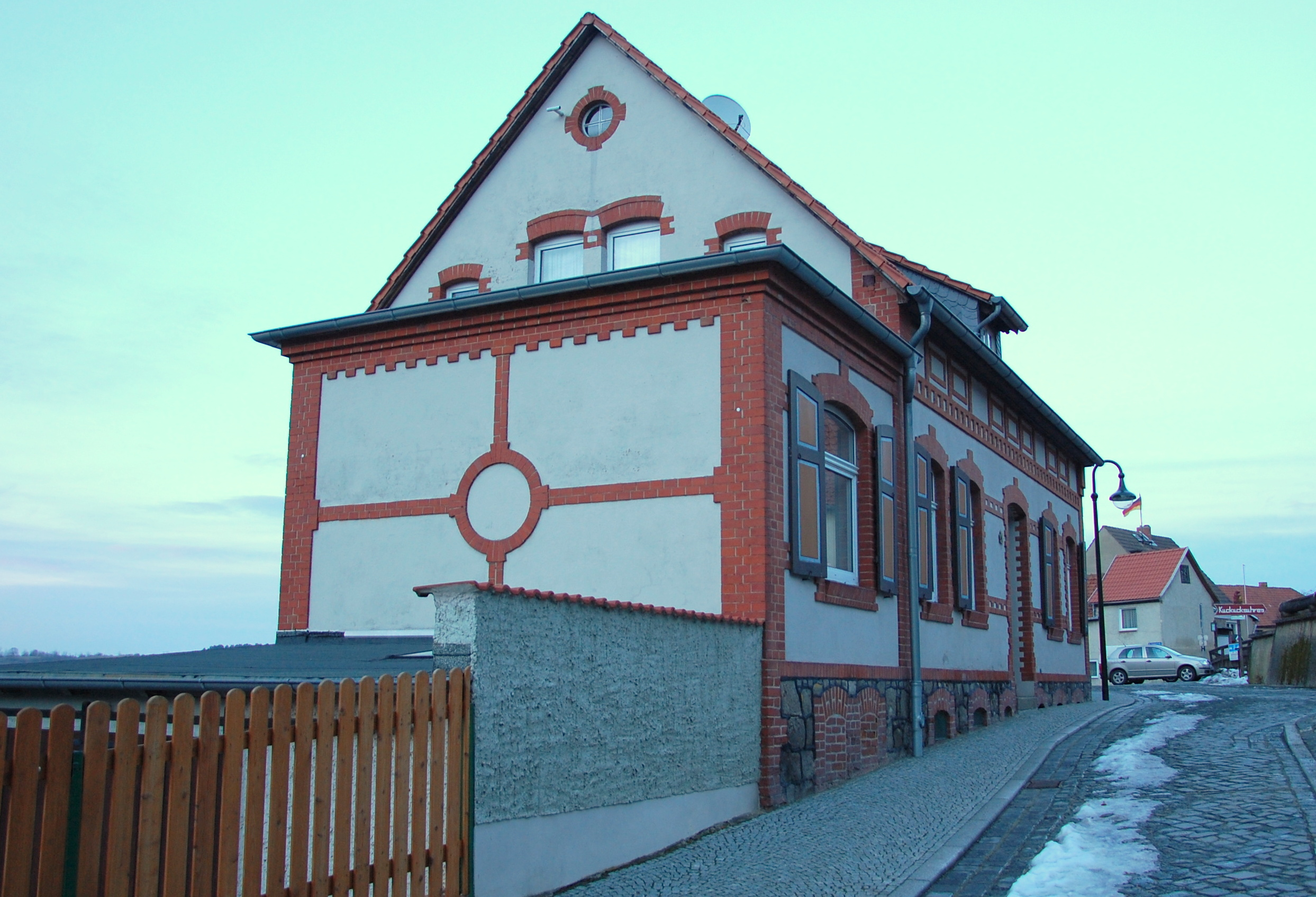
Haus Lindenstraße 6

Das Haus Lindenstraße 6 ist ein denkmalgeschütztes Gebäude in dem zur Stadt Quedlinburg in Sachsen-Anhalt gehörenden Ortsteil Stadt Gernrode.

## Lage
Das Haus befindet sich in der Gernröder Altstadt auf der Nordseite der Lindenstraße und ist im örtlichen Denkmalverzeichnis als Wohnhaus eingetragen.

## Architektur und Geschichte
Das eingeschossige Gebäude wurde in der Zeit um 1900 auf einem Sockel aus Bruchsteinen errichtet. Die Gliederung der Fassade erfolgt durch Klinker, die an den Ecken und dem Gesims angeordnet sind und die Fenster und die Tür rahmen.